# Pheidole rhea
Pheidole rhea  (лат.) — вид муравьёв рода Pheidole из подсемейства Myrmicinae (Formicidae). Обитают в Северной Америке. Собиратели семян, которые перемалывают специальные касты солдат и суперсолдат. 

## Распространение
Встречаются в Северной Америке на юго-западе США (штат Аризона) и в северо-западной Мексике. Отмечены на поросших травянистой растительностью склонах и в каменистых предгорьях на высотах от 1100 до 2100 метров над уровнем моря.

## Описание
Мелкие для всего семейства, но относительно крупные для рода Pheidole красновато-коричневые муравьи (самки буровато-чёрные, самцы чёрные). Каста рабочих триморфная с тремя субкастами. Крупноголовые суперсолдаты 6—8 мм длиной; ширина и длина головы около 4 мм (обычные солдаты и мелкие рабочие имеют более узкую голову и мелкие размеры). Суперсолдаты отличаются от солдат размерами тела, закруглёнными к средней линии (почти поперечными) бороздками в задней части головы (у солдат все бороздки головы продольные). Голова рабочих сверху в большей части гладкая и блестящая. Ширина и длина головы солдат около 2,5 мм, а у рабочих менее 1 мм. Скапус усика двух каст солдат относительно размеров всей головы короткий и не достаёт затылка. У рабочих скапус длинный, выходит далеко за пределы задней части головы. Длина скапуса усиков трёх каст равны примерно 1,7 мм, 1,4 мм и 1 мм у суперсолдат, солдат и рабочих, соответственно. Матки вдвое крупнее, имеют длину тела около 1,5 см. Усики всех каст женского пола (рабочие, солдаты, суперсолдаты и матки) 12-члениковые (13 у самцов) с отчетливой вершинной 3-члениковой булавой. Заднегрудь с двумя длинными острыми проподеальными шипиками. Стебелёк между грудкой и брюшком состоит из двух члеников: петиолюса и постпетиолюса (последний четко отделен от брюшка). 
Собирают семена растений, но также являются активными хищниками. Фуражируют, как правило, только рабочие мелких и средних размеров, другие крупные касты (солдаты и суперсолдаты) редко появляются за пределами гнезда. Муравейники расположены в земле или под камнями. Формируют относительно крупные семьи из нескольких десятков тысяч особей. Существование двух каст солдат (обычные и более крупные суперсолдаты) объясняют специализацией на размалывании семян разных размеров. Агрессивные муравьи, при защите гнезда в его обороне участвуют касты всех размерных классов. Самки спариваются несколько раз (полиандрия). По численности в колониях преобладают рабочие (98,5 %), меньшинство взрослых обитателей муравейника приходится на солдат (1,2 %) и суперсолдат (0,3 %). В целом, биология остаётся малоисследованной. 
Поведенческие репертуары рабочих, солдат и суперсолдат схожие, но рабочие выполняют важные гнездовые задачи на более высоких частотах повторности, чем солдаты и суперсолдаты. Нейроанатомическое исследование показало, что абсолютные размеры мозга у всех каст (от мелких рабочих до суперсолдат) примерно одинаковое, несмотря на примерно трёхкратную (солдаты-рабочие) и десятикратную (суперсолдаты-рабочие) разницу в размерах головы. Отмечены некоторые отличия в пропорциях синаптических комплексов (микрогломерул) в зрительных и обонятельных долях. У суперсолдат значительно более крупные микрогломерулы в обонятельной области грибовидных тел головного мозга и более крупные микрогломерулы в зрительной области по сравнению с рабочими. Обычные солдаты занимают по этим показателям промежуточное положение между крайними по размеру кастами (суперсолдаты-рабочие).

#### Рабочие

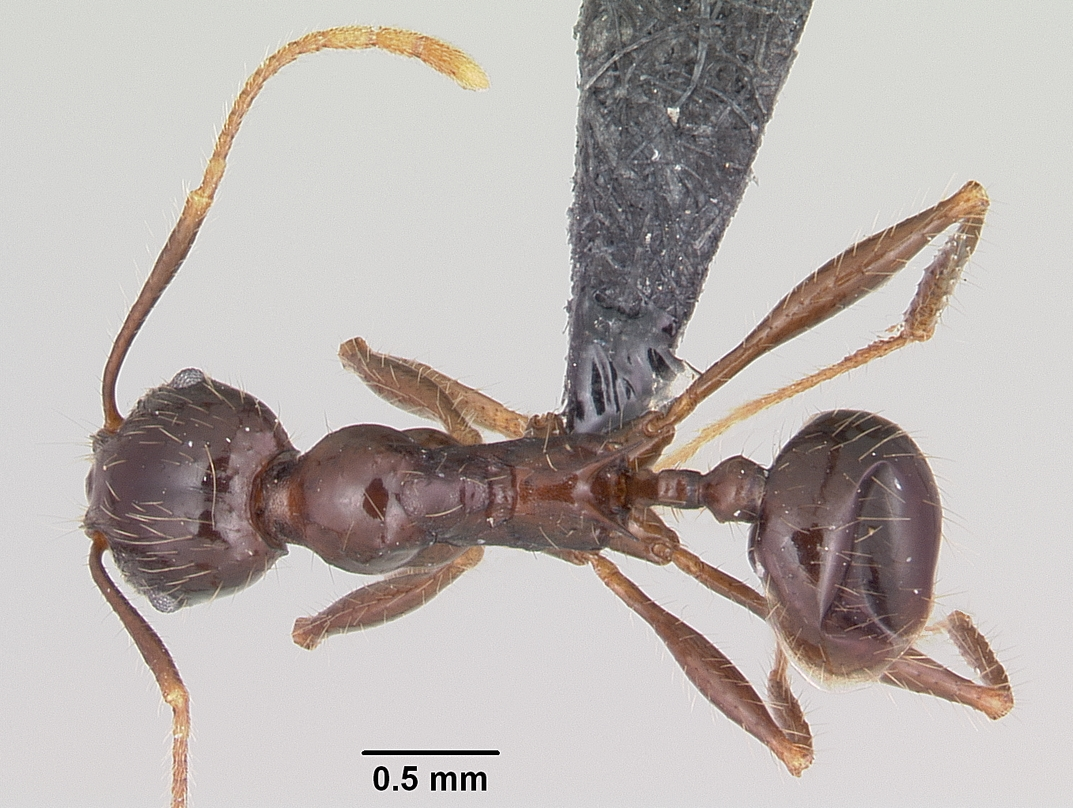
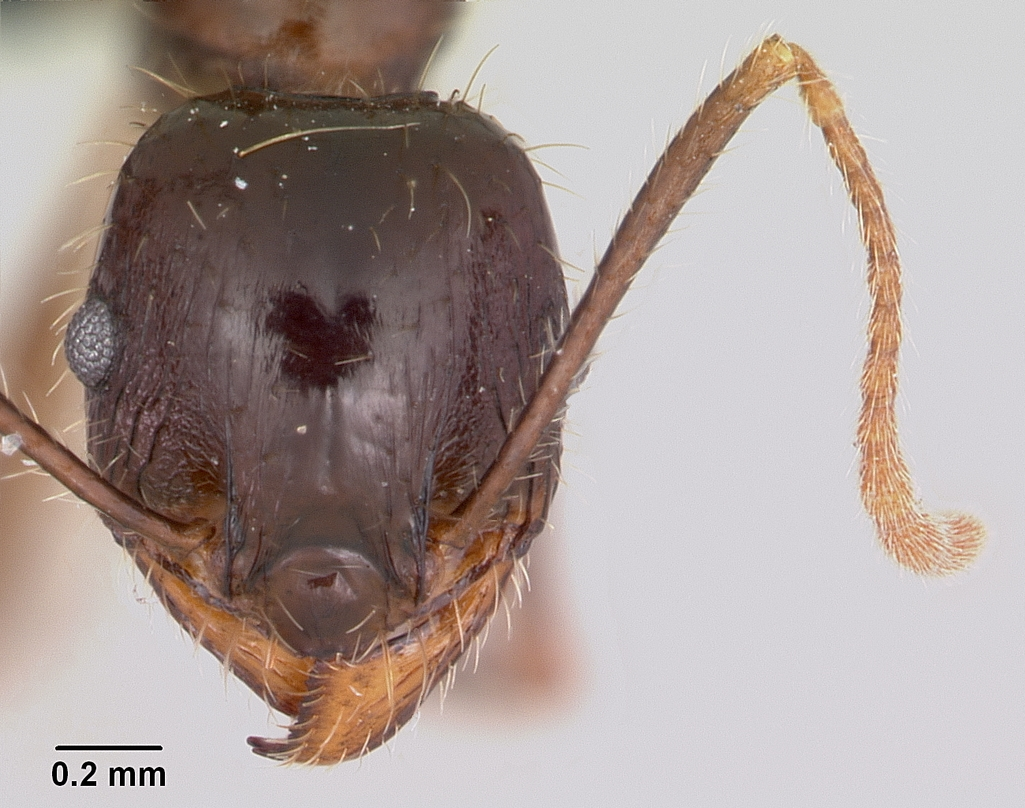
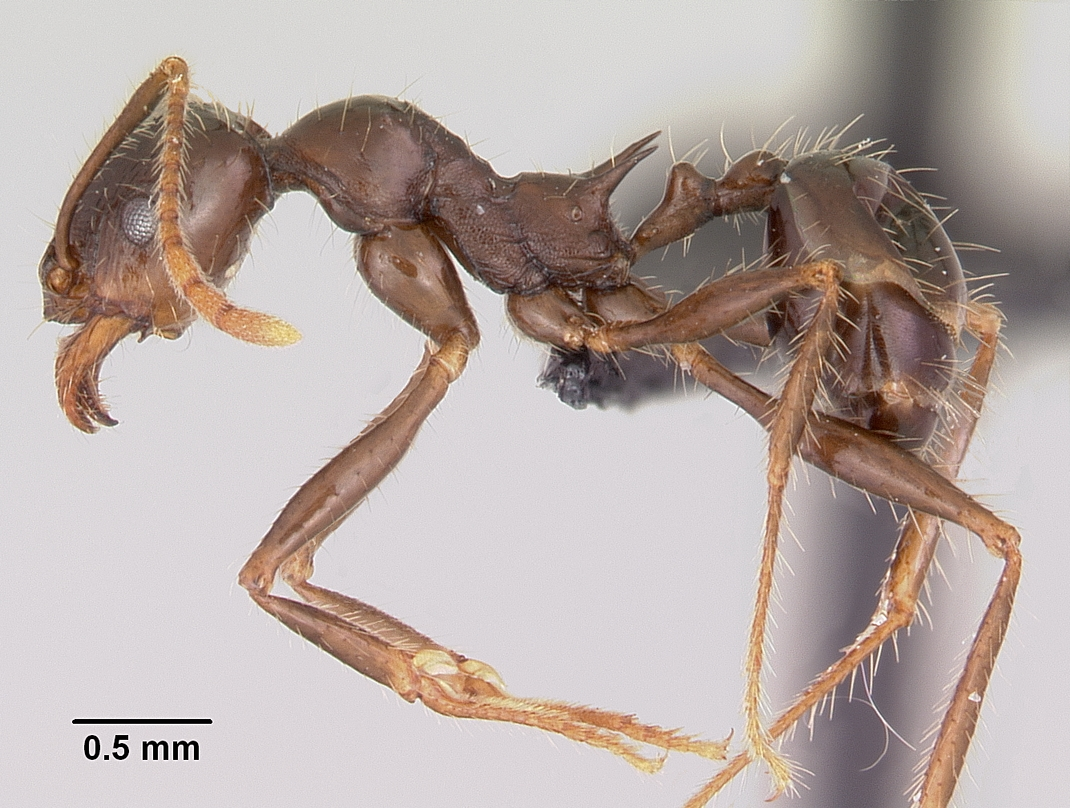

#### Суперсолдаты

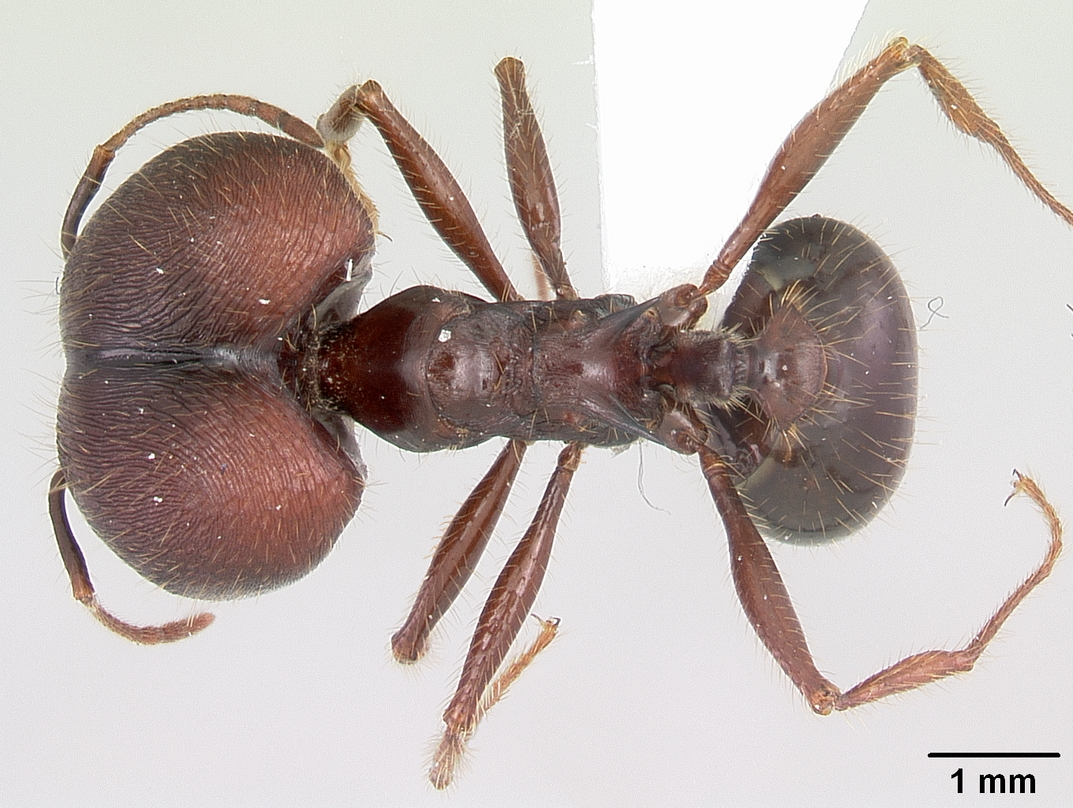
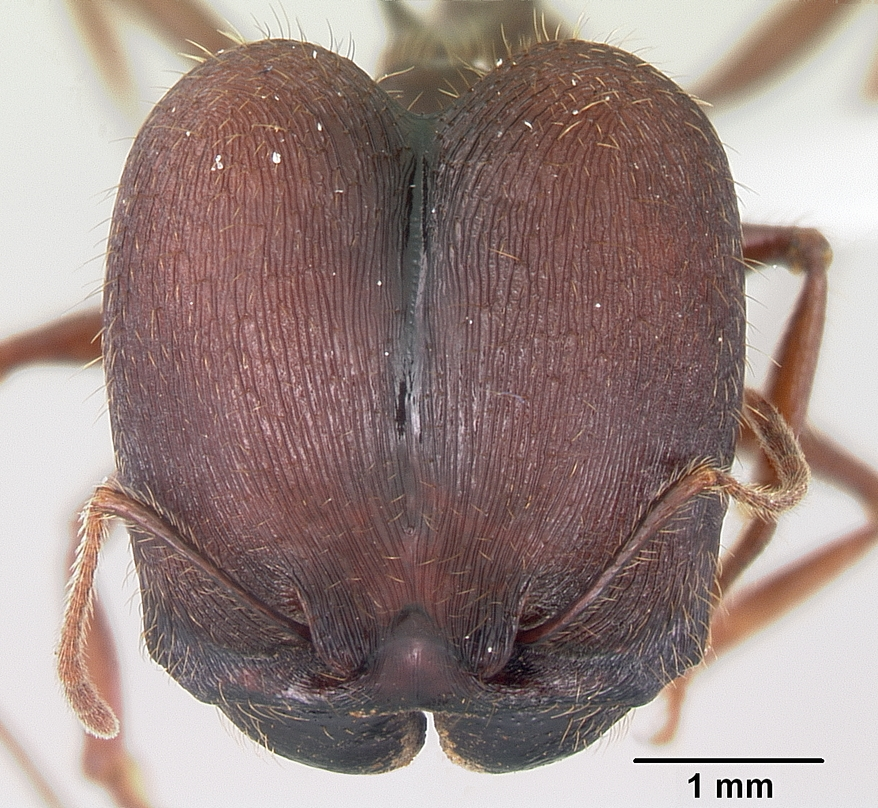
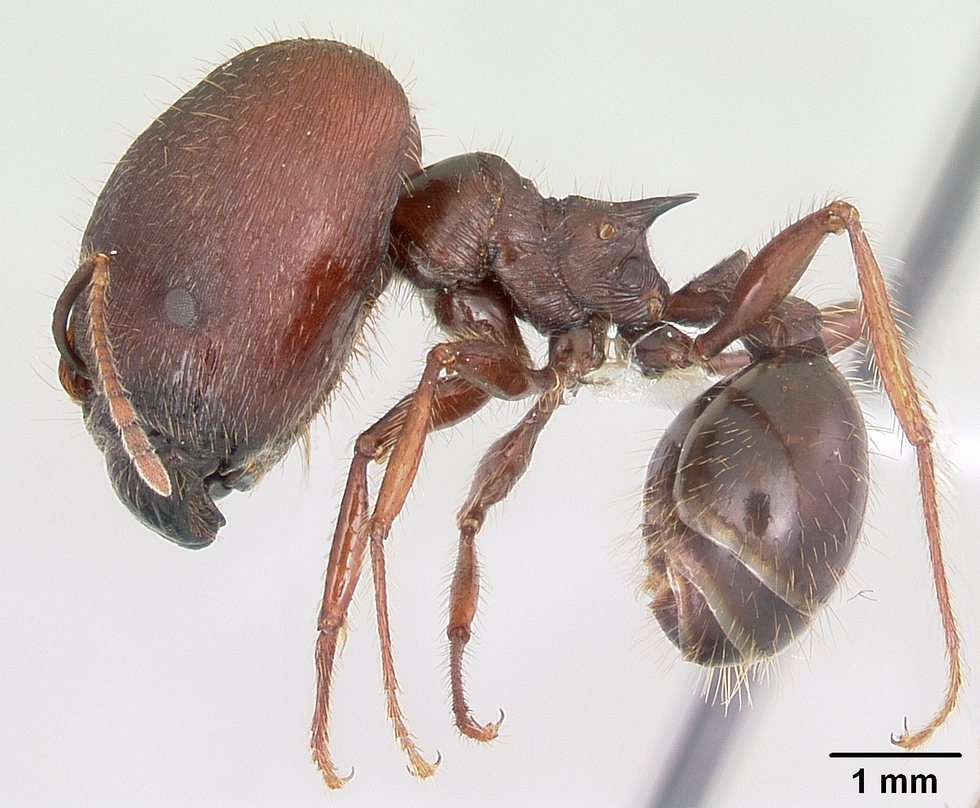

#### Солдаты

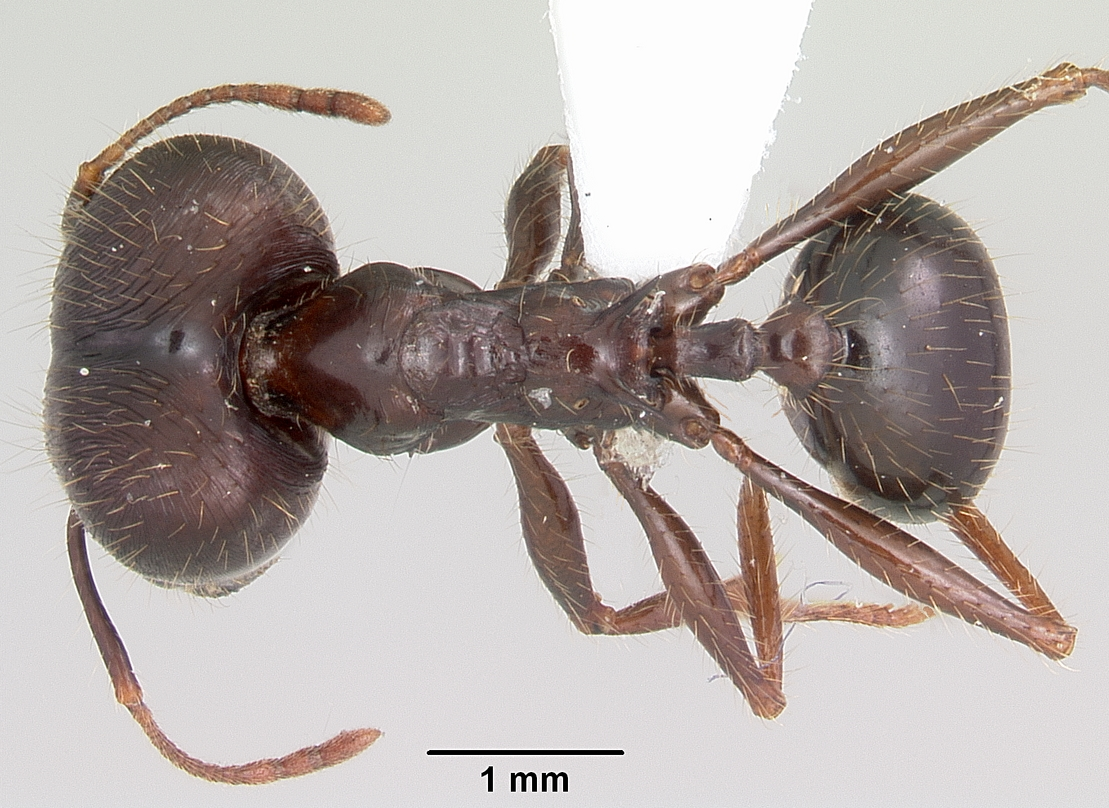
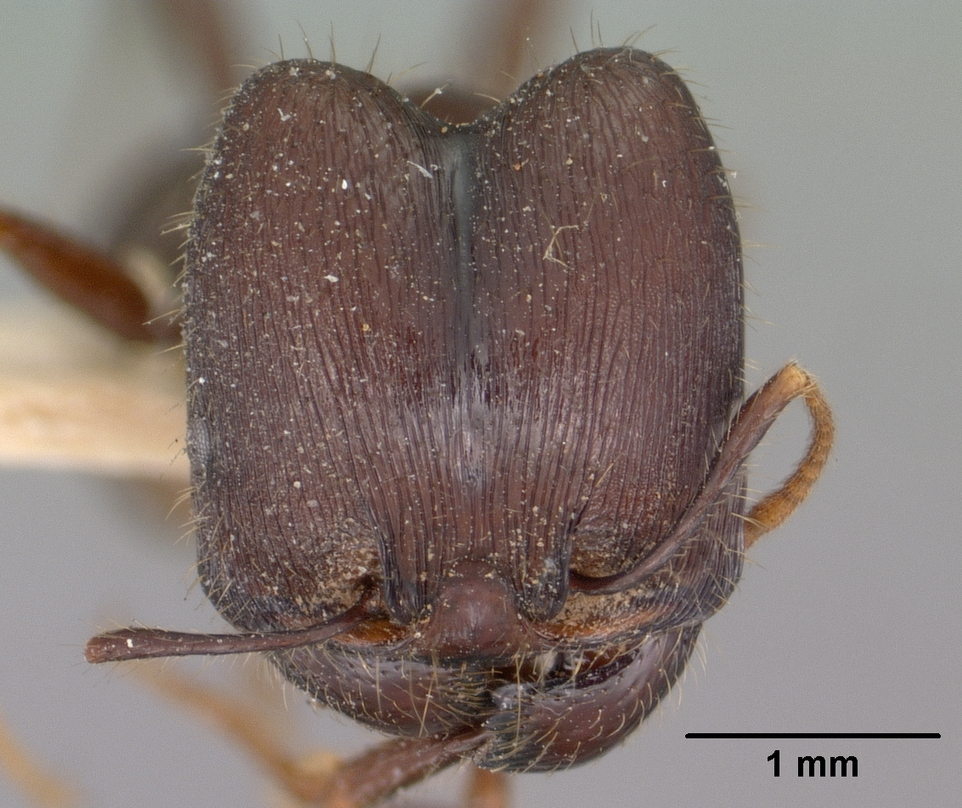
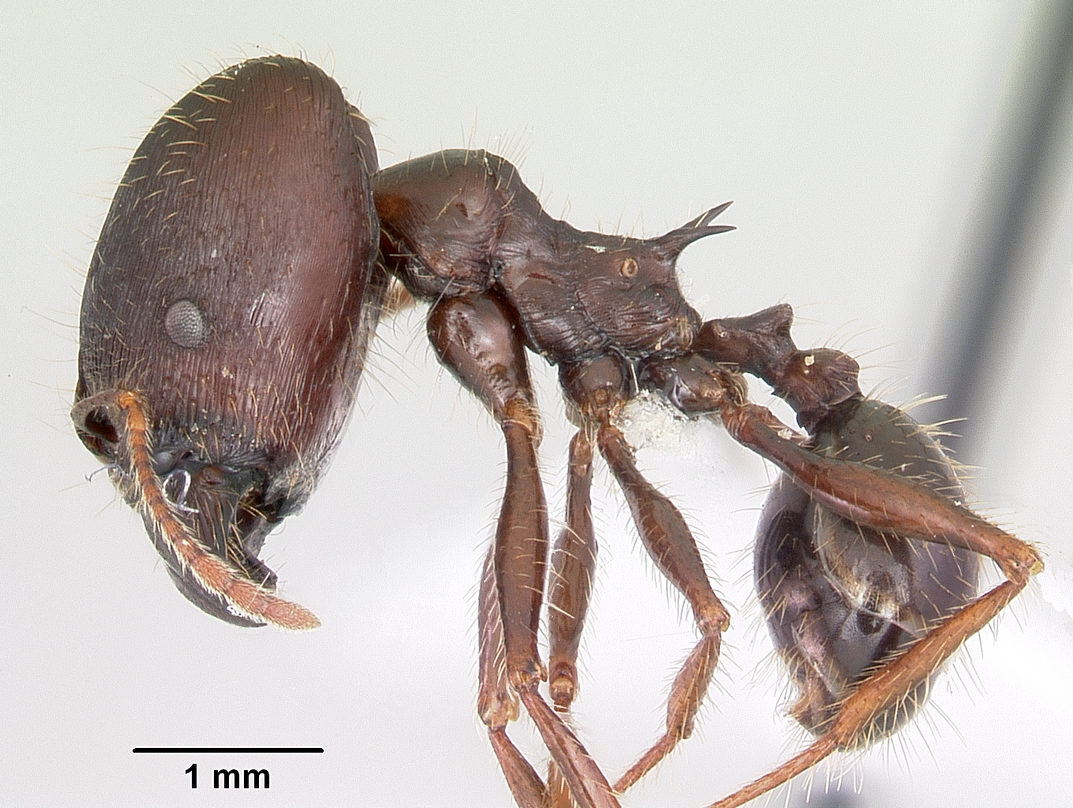

#### Матки

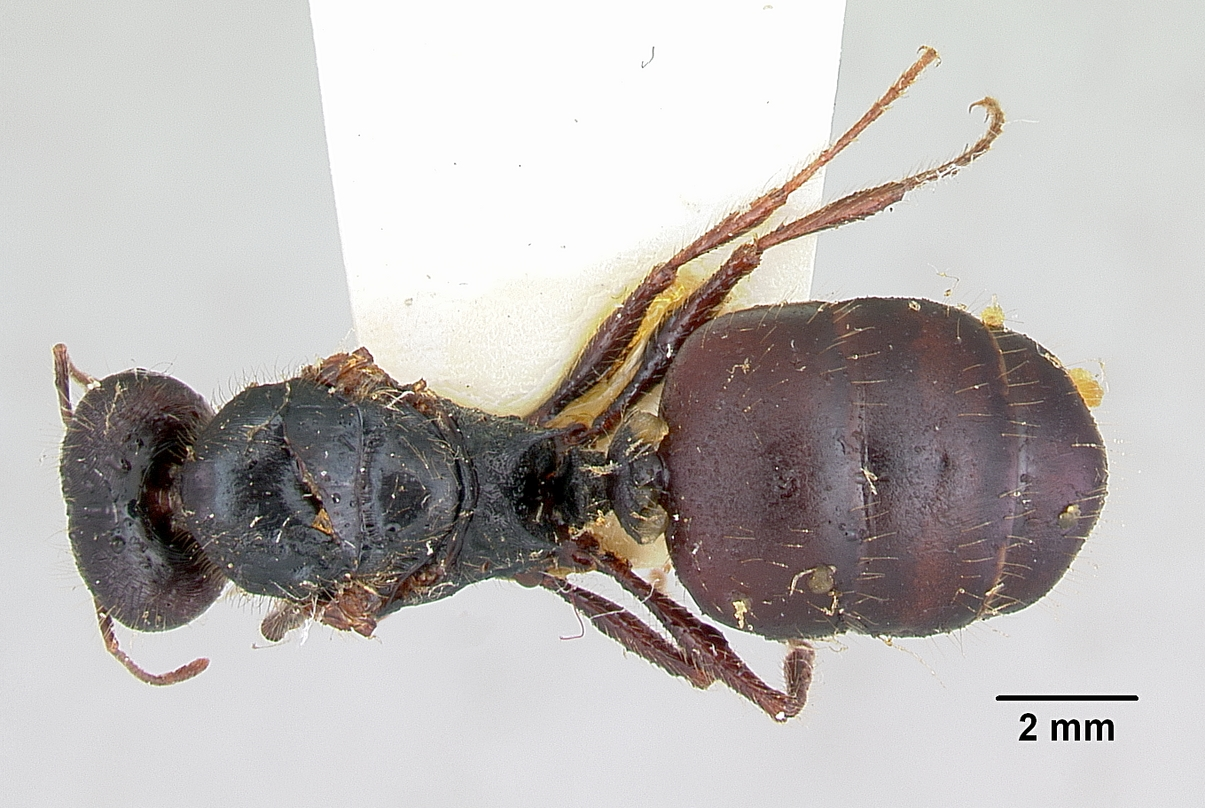
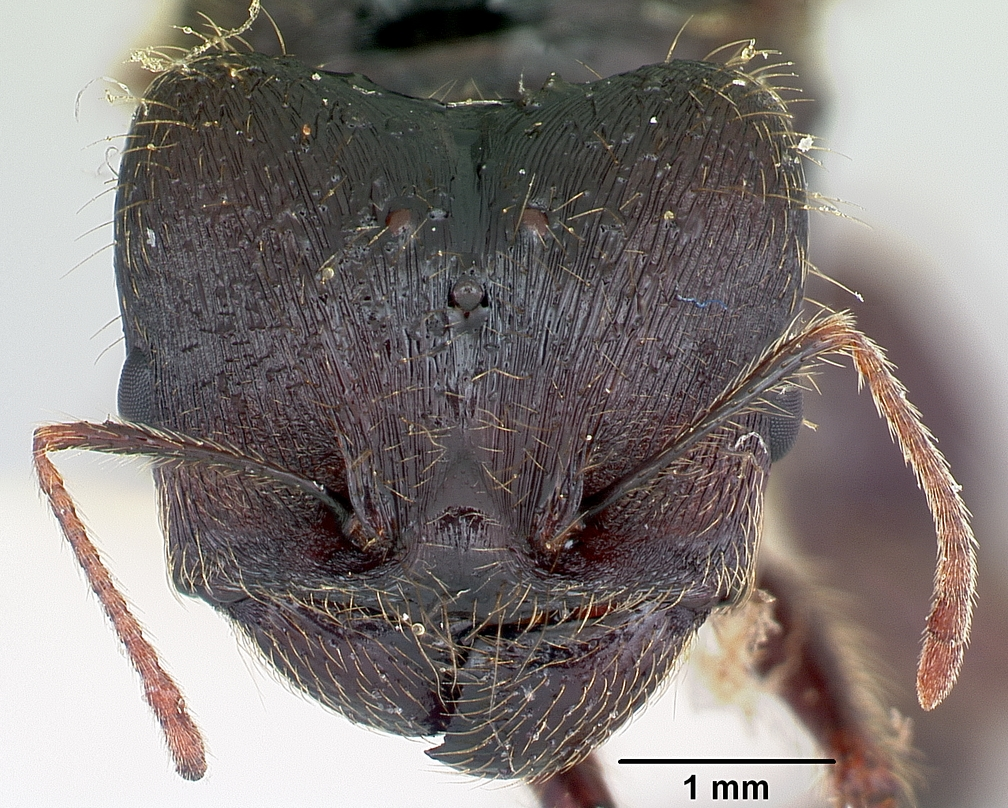
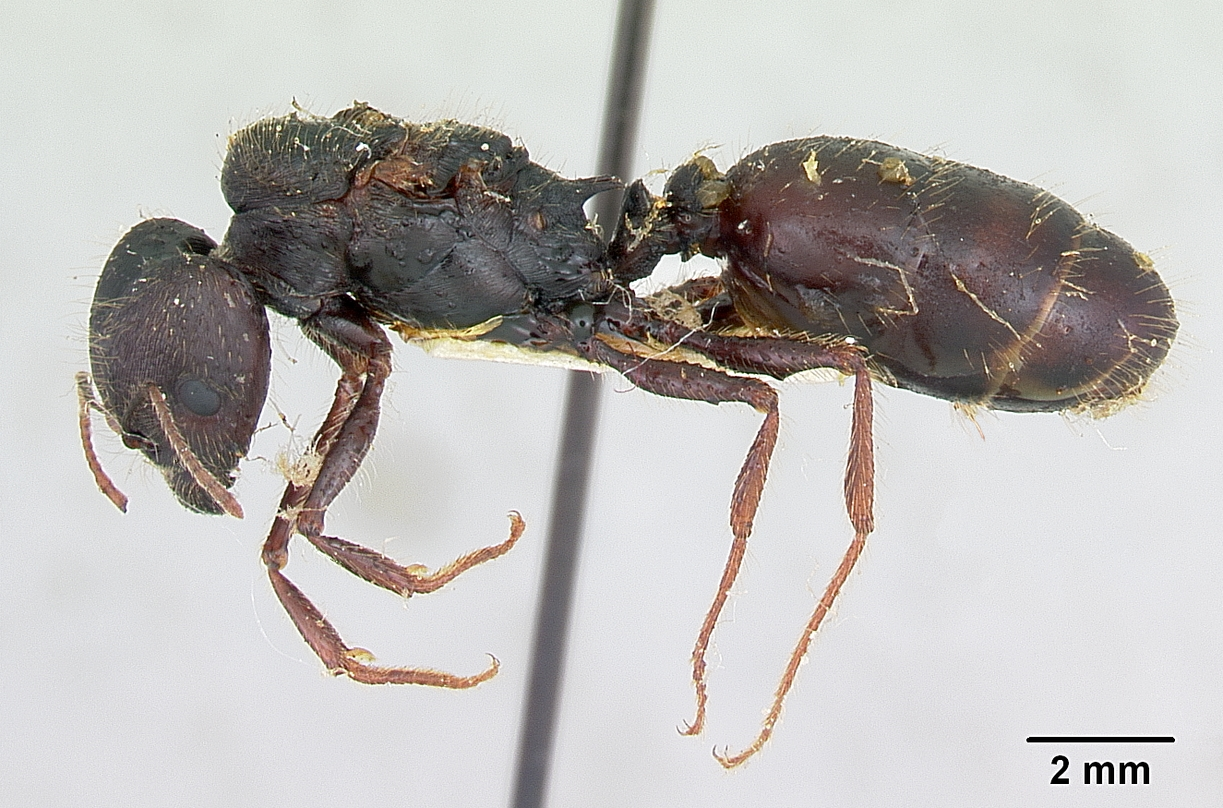

#### Самцы

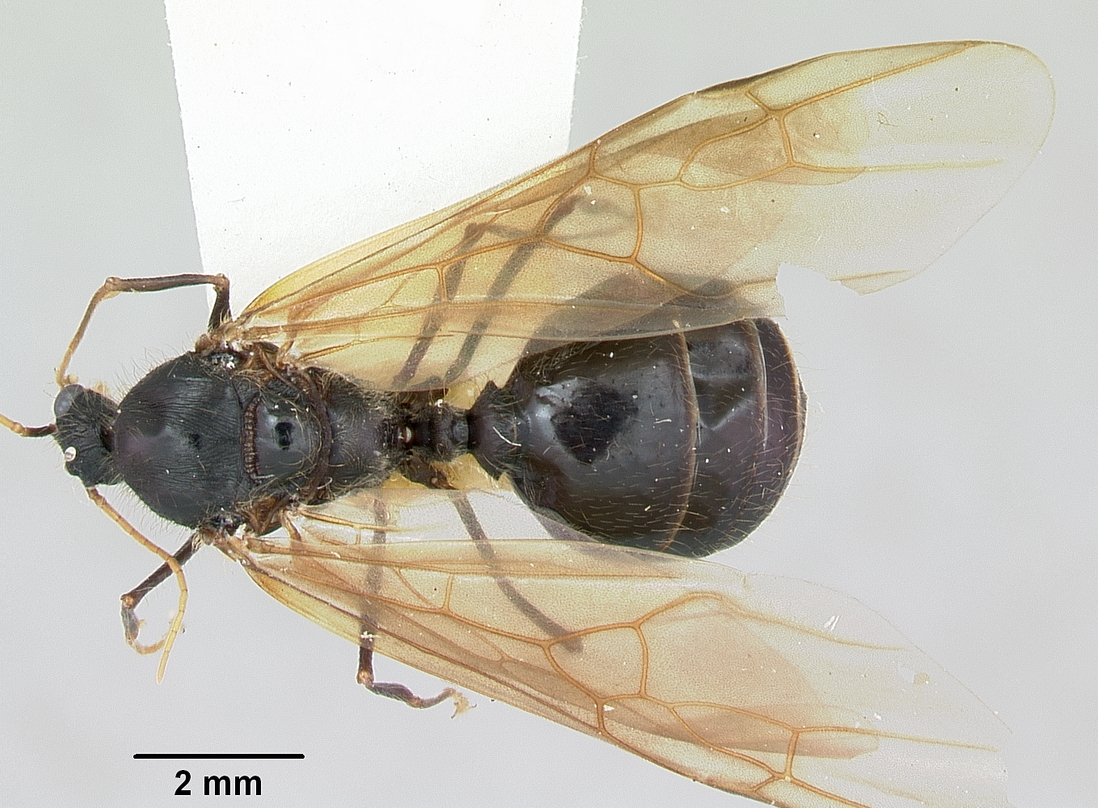
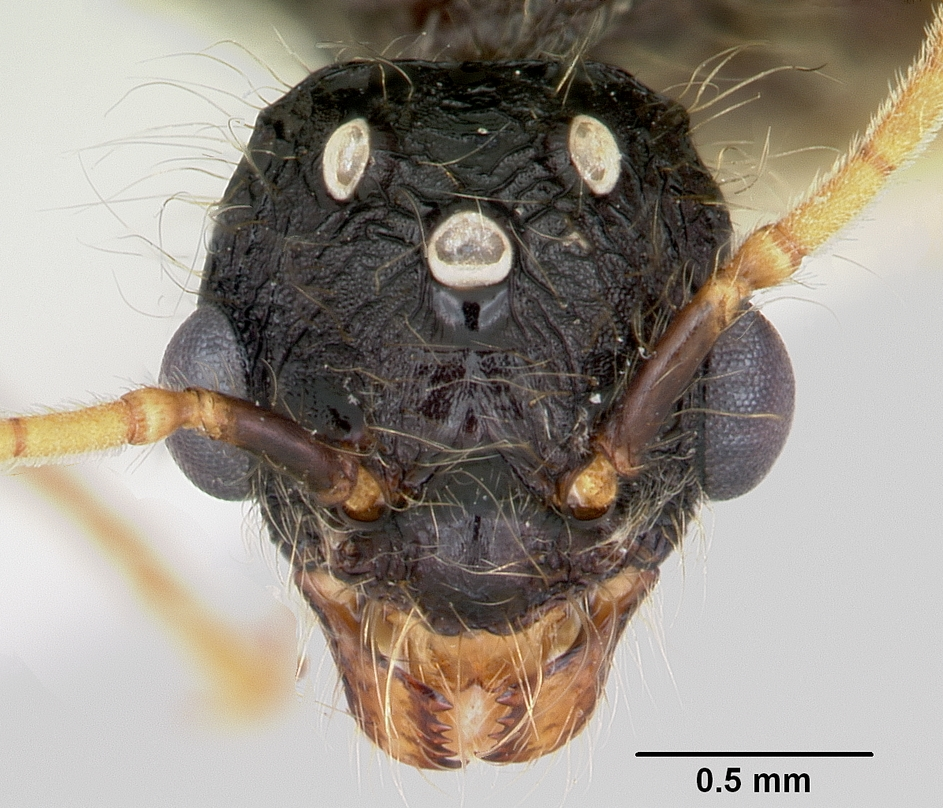
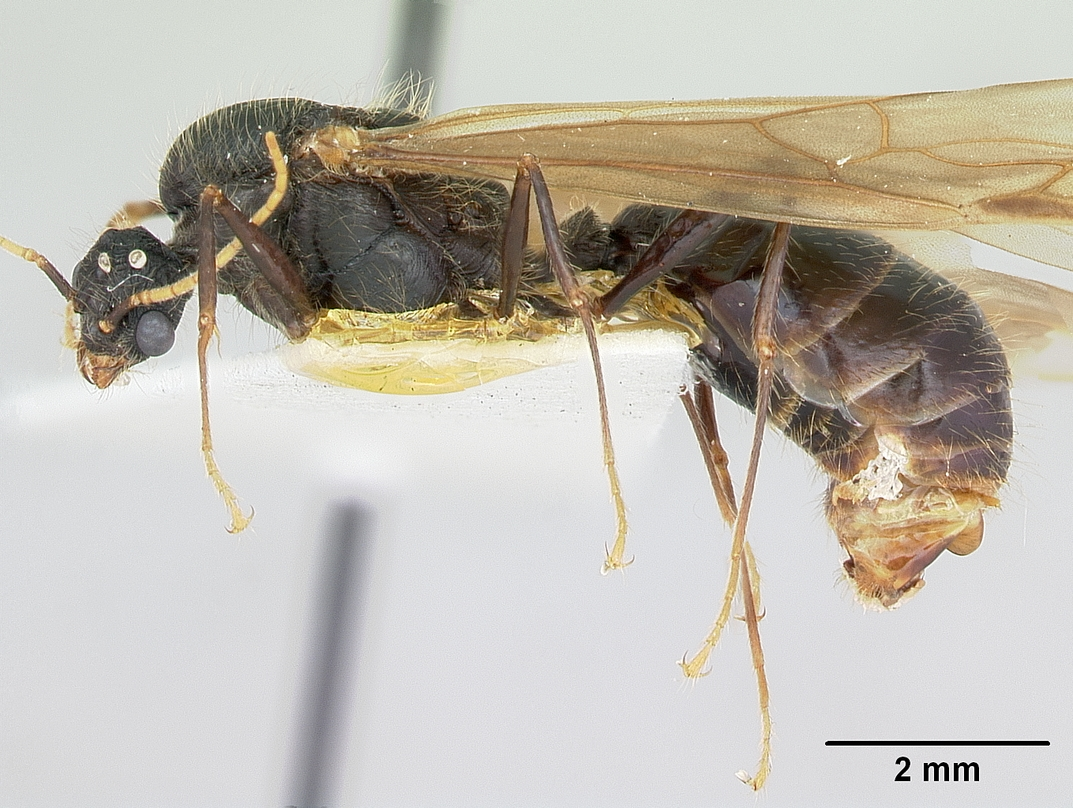

## Систематика и этимология
Вид был впервые описан в 1908 году американским мирмекологом профессором Уильямом Мортоном Уилером по единственной крупной самке, найденной в штате Аризона. В 1943 году впервые были описаны рабочие и солдаты и вид включен в состав подрода P. (Macropheidole). Таксон входит в видовую группу Pheidole pilifera. Вопрос происхождения видового названия остаётся неясным, так как в оригинальной статье с первоописанием автор (У. М. Уилер) не привёл соответствующих объяснений, кроме того, что указал на очень крупный для своего рода размер нового вида. Сходное название rhea имеют южноамериканские страусы рода нанду (лат. Rhea), крупнейшие по размеру в Новом Свете, что по мнению профессора Эдварда Уилсона, ревизовавшего род Pheidole, могло послужить причиной именования относительно крупного вида муравьёв.